# Norodom Suramarit
Norodom Suramarit (Phnom Penh, 6 marzo 1896 – Phnom Penh, 3 aprile 1960) è stato un re cambogiano.

## Biografia
Regnò in Cambogia dal 1955 fino alla sua morte il 3 aprile 1960. Era padre di Norodom Sihanouk e nonno dell'attuale sovrano Norodom Sihamoni; cugino del re Sisowath Monivong, ne divenne legalmente figlio dopo che sposò la di lui figlia, Sisowath Kossamak.
Ascese al trono di Cambogia nel 1955 dopo l'abdicazione del figlio Norodom Sihanouk, dato che quest'ultimo aveva deciso di diventare primo ministro; dopo la sua morte Sihanouk ne riprese il posto con il titolo di principe.